# Роккиджани, Грациано
Грациано Роккиджани (нем. Graciano Rocchigiani), 29 декабря 1963, Дуйсбург, Северный Рейн-Вестфалия — 1 октября 2018, Бельпассо, Сицилия) — немецкий профессиональный боксёр итальянского происхождения, выступавший в средней, второй средней, и полутяжёлой весовой категории. Чемпион мира по версии IBF во втором среднем весе 1988—1989. Чемпион Европы по версии EBU в полутяжёлом весе, 1991. Чемпион мира по версии WBC в полутяжёлом весе, 1998 года.

## Любительская карьера
На любительском ринге Грациано провёл 122 поединка.
В 1982 году во втором среднем весе завоевал титул чемпиона Германии на любительском ринге.

## Профессиональная карьера
Грациано дебютировал на профессиональном ринге в сентябре 1983 года в среднем весе. В ноябре 1985 года завоевал титул чемпиона Германии по версии BDB.
В 1986 году Роккиджани снова завоевал титул чемпиона Германии, но уже в полутяжёлом весе, победив по очкам соотечественника Манфреда Хассманна (26-2-2).
В декабре 1987 года, Грациано брутально нокаутировал в первом раунде сирийца Мустафу Хамсхо (43-4-2).
11 марта 1983 года, Роккиджани нокаутировал в пятом раунде американца Винсента Боулвара (19-1), и завоевал вакантный титул чемпиона мира по версии IBF во втором среднем весе.
В июле 1988 года победил американца Никки Уолкера (34-2-2). В октябре 1988 года нокаутировал американца Криса Рейда (20-1-2). В январе 1989 года, победил южноафриканца Тулани Малинга (25-3-0). После этого, Грациано снова вернулся в полутяжёлый вес.
в феврале 1991 года, Грациано раздельным судейским решением победил британца Крафорда Эшли, и завоевал титул чемпиона Европы по версии EBU во втором среднем весе.
В феврале 1994 года, со статистикой 35-0, вышел на ринг с непобеждённым чемпионом мира по версии WBO во втором среднем весе британцем Крисом Юбенком. Грациано впервые потерпел поражение. Юбенк победил по очкам близким судейским решением.
В декабре свёл вничью бой с чемпионом Европы в полутяжёлом весе, французом, Фредриком Силлером (38-5-2).

### Роккиджани против Генри Маске
В мае 1995 года Грациано вновь вышел на чемпионский бой. В поединке за звание чемпиона мира по версии IBF в полутяжёлом весе, он сразился с соотечественником, непобеждённым Генри Маске. Бой вышел очень плотный и конкурентный. Судьи близким решением присудили победу Маске. Решение было спорным, и был назначен матч реванш. В повторном бою Генри Маске более уверенно перебоксировал соотечественника.

### Роккиджани против Дариуша Михалчевски
10 августа 1996 года, Роккиджани вышел с непобеждённым чемпионом по версии WBO, Дариушем Михалчевски. Роккиджани побеждал и уверенно вёл по очкам, но в 7-м раунде Михалчевски оживился и начал прессинговать Роккиджани. К концу раунда боксёры вошли в клинч и когда рефери разнимал боксёров, Грациано ударил Дариуша мощным правым кроссом. Рефери сделал замечание Роккиджани. От полученного удара Михалчевски был очень потрясён и упал на настил ринга. Он не смог нормально подняться и держаться на ногах. Учитывая обстоятельства, победу не присудили Роккиджани. Была зафиксирована техническая ничья. а позже результат был изменён на победу Михалчевски дисквалификацией Роккиджани.
В марте 1998 года, Роккиджани раздельным решением победил американца Майкла Нанна (52-3), и завоевал титул чемпиона мира по версии WBC, в полутяжёлом весе.
15 апреля 2000 года состоялся второй бой Роккиджани и Дариуша Михалчевски. Михалчевски доминировал в бою и Роккиджани не вышел на 10-й раунд. В этом поединке Грациано впервые проиграл досрочно.
24 мая 2008 года, должен был состоятся третий бой Роккиджани и Михалчевски, но позже Грациано отказался от проведения боя.
- 10 мая 2003 года, Роккиджани провёл последний бой, в котором проиграл по очкам немцу Томасу Ульриху (23-1).

## Судебное дело Роккиджани против WBC
В 1998 году, Рой Джонс, обладатель титула WBC, заявил о переходе в супертяжёлый вес, и должен был сразиться с Джеймсом Дагласом. В это время титул WBC был объявлен вакантным, и разыгрался между Роккиджани и Майклом Нанном. Позже Джонс передумал выходить с Дагласом, и WBC вернула ему титул, который уже принадлежал Роккиджани, и задним числом убрало санкцию титульного боя Роккиджани с Нанном
Роккиджани подал в суд на WBC. Судебные тяжбы продлились более 4 лет. Грациано выиграл суд, который постановил WBC, выплатить боксёру 31 миллион долларов, и восстановить его чемпионский титул 1998 года. WBC подала апелляцию, но её отклонили.

## Тюремное заключение
В 2001 году за нападение на полицейского был заключён на 6 месяцев.

## Смерть
Грациано Роккиджани погиб в Италии в результате ДТП. Сообщалось, что он был сбит автомобилем во время прогулки.